# Best! Morning Musume 1
Best! Morning Musume 1 (ベスト！モーニング娘。１) es el primer álbum de compilación del grupo de Jpop, Morning Musume, y fue lanzado el 31 de enero de 2001. Es hasta hoy en día el álbum con más ventas en toda su carrera, alcanzando las 2,259,510 copias. Contiene los primeros 11 singles, los cuales no están en un orden cronológico (con su gran sencillo hasta la fecha "Love Machine", empezando la secuencia de las canciones) y otras canciones de otros álbumes y sencillos favoritos; incluyendo la canción original: "Say Yeah!: Motto Miracle Night".

## Lista de canciones
1. "Love Machine" (Loveマシーン)
2. "Daite Hold on Me!" (抱いてHold on Me!)
3. "Koi no Dance Site" (恋のダンスサイト)
4. "Summer Night Town" (サマーナイトタウン)
5. "Happy Summer Wedding" (ハッピーサマーウエディング)
6. "I Wish"
7. "Renai Revolution 21" (恋愛レボリューション21)
8. "Memory Seishun no Hikari" (Memory～青春の光～)
9. "Manatsu no Kōsen" (真夏の光線)
10. "Morning Coffee" (モーニングコーヒー)
11. "Furusato" (ふるさと)
12. "Say Yeah!: Motto Miracle Night" (Say Yeah!" もっとミラクルナイト)
13. "Dance Suru no Da!" (Danceするのだ!)
14. "Never Forget"
15. "Ai no Tane" (愛の種)